# Arisgator
L'Arisgator è un mezzo anfibio cingolato, progettato dall'azienda italiana A.R.I.S. per le forze anfibie italiane, derivato dalla trasformazione dell'M113 per mezzo dell'aggiunta di cassoni per favorirne il galleggiamento, una nuova prua per favorire la fase di navigazione ed eliche.
Il suo costo stimato è pari ad un quinto dell'equivalente AAV7 in servizio.
Attualmente l'Arisgator sotto la denominazione di VAL (veicolo anfibio/assalto leggero) è in servizio presso i reparti del 1º Reggimento "San Marco" in quattro esemplari, essendo il suo costo, come detto, estremamente ridotto.

## Caratteristiche
Il veicolo presenta buone capacità di navigazione anche nelle condizioni più estreme di mare mosso, mentre su terra si comporta in maniera del tutto analoga al VTC-M113.
Questo veicolo, grazie alla sua relativa semplicità, è particolarmente adatto all'uso addestrativo, per i reparti che poi in missione operano sui molto più complessi AAV7.
La produzione, aggiornata al 2020, dovrebbe aver riguardato 4 esemplari per la Brigata Marina San Marco e 20 esemplari per i Marines dell'Indonesia.